# Capnia zaicevi
Capnia zaicevi är en bäcksländeart som beskrevs av František Klapálek 1914. Capnia zaicevi ingår i släktet Capnia och familjen småbäcksländor. Inga underarter finns listade i Catalogue of Life.